# پیگمالیون صور
پیگمالیون صور (Πυγμαλίων) پادشاه صور (لبنان) از ۸۳۱ تا ۷۸۵ قبل از میلاد و پسر پادشاه متان اول (۸۴۰–۸۳۲ پ. م) بود. برادر مستبد و بی رحم دیدو (ملکه کارتاژ) بود.
جزئیات در مورد شخصیت، زندگی و نقش دیدو در تأسیس کارتاژ، بیشتر از شرحی است که در شعر حماسی ویرژیل، انئید، نوشته شده در حدود ۲۰ پیش از میلاد، م که داستان افسانه ای قهرمان تروا آئنیاس را بیان می‌کند، شناخته شده‌است. دیدو (ملکه کارتاژ) به عنوان زنی باهوش و مبتکر توصیف می‌شود که پس از فهمیدن اینکه برادر بی رحم و مستبد خود، پیگمالیون، مسئول مرگ شوهرش بوده، از صور فرار می‌کند. با حکمت و رهبری او، شهر کارتاژ تأسیس و آباد می‌شود.